# 帕利塞德 (明尼苏达州)
帕利塞德（Palisade），美国明尼苏达州艾特金县城市。总人口167（2010年美国人口普查）。